# Canton de Tours-1
Le canton de Tours-1 est une circonscription électorale française du département d'Indre-et-Loire créée par le décret du 18 février 2014 et entrée en vigueur lors des élections départementales de 2015.

## Histoire
Un nouveau découpage territorial du département d'Indre-et-Loire entre en vigueur à l'occasion des élections départementales de 2015. Il est défini par le décret du 18 février 2014, en application des lois du 17 mai 2013 (loi organique 2013-402 et loi 2013-403). Les conseillers départementaux sont, à compter de ces élections, élus au scrutin majoritaire binominal mixte. Les électeurs de chaque canton élisent au Conseil départemental, nouvelle appellation du Conseil général, deux membres de sexe différent, qui se présentent en binôme de candidats. Les conseillers départementaux sont élus pour 6 ans au scrutin binominal majoritaire à deux tours, l'accès au second tour nécessitant 12,5 % des inscrits au 1er tour. En outre la totalité des conseillers départementaux est renouvelée. Ce nouveau mode de scrutin nécessite un redécoupage des cantons dont le nombre est divisé par deux avec arrondi à l'unité impaire supérieure si ce nombre n'est pas entier impair, assorti de conditions de seuils minimaux. En Indre-et-Loire, le nombre de cantons passe ainsi de 37 à 19.
Le canton de Tours-1 est formé d'une fraction de la commune de Tours. Il est entièrement inclus dans l'arrondissement de Tours. Le bureau centralisateur est situé à Tours.

## Représentation
| Période élective | Période élective | Mandat | Mandat   | Identité          | Nuance | Nuance | Qualité |
| ---------------- | ---------------- | ------ | -------- | ----------------- | ------ | ------ | --- |
| 2015             | 2021             | 2015   | 2021     | Cécile Chevillard |        | LR     | Employée dans le marketing, conseillère municipale de Tours depuis 2020                                                                               |
| 2015             | 2021             | 2015   | 2021     | Xavier Dateu      |        | UDI    | Adjoint au maire de Tours jusqu'en 2020 7ème Vice-Président du Conseil départemental, chargé du sport, de la vie associative et des grands événements |
| 2021             | 2028             | 2021   | en cours | Cécile Chevillard |        | LR     | Conseillère sortante, 11ème vice-présidente chargée de la politique du handicap                                                                       |
| 2021             | 2028             | 2021   | en cours | Brice Droineau    |        | LR     | Cadre mutualiste |

### Résultats détaillés

#### Élections de mars 2015
À l'issue du 1er tour des élections départementales de 2015, deux binômes sont en ballottage : Cécile Chevillard et Xavier Dateu (Union de la Droite, 32,84 %) et Samira Oublal et Frédéric Thomas (PS, 30,21 %). Le taux de participation est de 50,21 % (11 796 votants sur 23 492 inscrits) contre 50,88 % au niveau départemental et 50,17 % au niveau national.
Au second tour, Cécile Chevillard et Xavier Dateu (Union de la Droite) sont élus avec 52,73 % des suffrages exprimés et un taux de participation de 48,47 % (5 467 voix pour 11 387 votants et 23 492 inscrits).

#### Élections de juin 2021
Le premier tour des élections départementales de 2021 est marqué par un très faible taux de participation (33,26 % au niveau national). Dans le canton de Tours-1, ce taux de participation est de 28,91 % (7 210 votants sur 24 938 inscrits) contre 30,88 % au niveau départemental. À l'issue de ce premier tour, deux binômes sont en ballottage : Tatiana Cordier-Royer et Bertrand Renaud (Union à gauche, 26,05 %) et Cécile Chevillard et Brice Droineau (LR, 21,05 %).
Le second tour des élections est marqué une nouvelle fois par une abstention massive équivalente au premier tour. Les taux de participation sont de 34,36 % au niveau national, 31,33 % dans le département et 28,73 % dans le canton de Tours-1. Cécile Chevillard et Brice Droineau (LR) sont élus avec 51,18 % des suffrages exprimés (3 416 voix pour 7 169 votants et 24 950 inscrits),,.

## Composition
| Nom                           | Code Insee | Intercommunalité             | Superficie (km2) | Population (dernière pop. légale)                 | Densité (hab./km2) | Modifier                                    |
| ----------------------------- | ---------- | ---------------------------- | ---------------- | ------------------------------------------------- | ------------------ | ------------------------------------------- |
| Tours (bureau centralisateur) | 37261      | Tours Métropole Val de Loire | 34,67            | Fraction : 43 346 (2022) Commune : 138 668 (2022) | 4 000              | modifier les données · modifier les données |
| Canton de Tours-1             | 3715       |                              |                  | 43 346 (2022)                                     |                    | modifier les données                        |

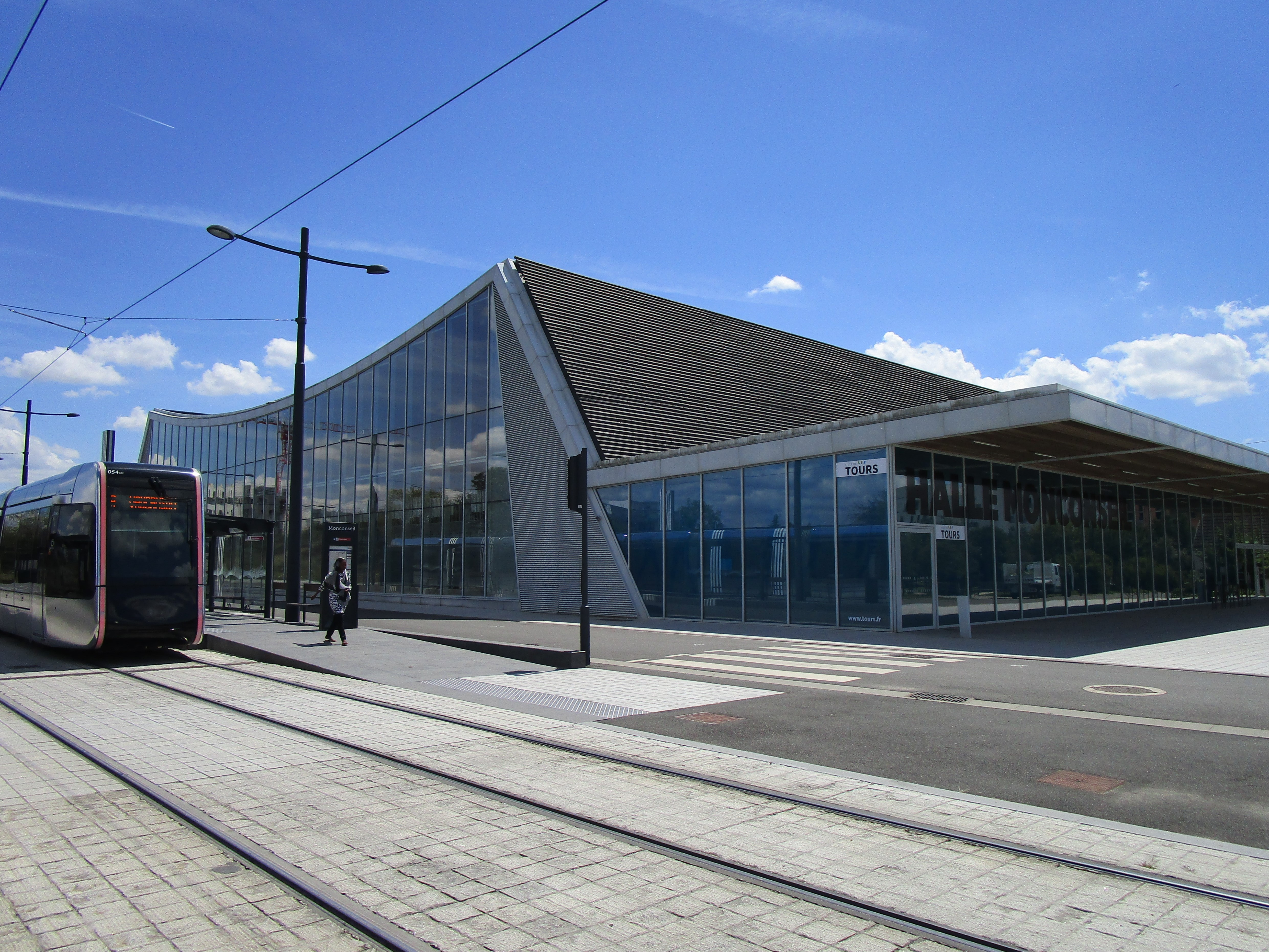
Halle du quartier Monconseil.

Le canton de Tours-1 comprend la partie de la commune de Tours située au nord de l'axe des voies et limites suivantes : depuis la limite territoriale de la commune de Saint-Cyr-sur-Loire, quai de Portillon, quai Paul-Bert, allée de la Loire, cours de la Loire, suivant la limite territoriale de la commune de Saint-Pierre-des-Corps et jusqu'à la limite territoriale de la commune de Rochecorbon (globalement, Tours-Nord).

## Démographie
En 2022, le canton comptait 43 346 habitants, en évolution de +9,19 % par rapport à 2016 (Indre-et-Loire : +1,67 %, France hors Mayotte : +2,11 %).
| 2013   | 2018   | 2022   |
| ------ | ------ | ------ |
| 37 612 | 40 105 | 43 346 |